# Међугрупна анксиозност
Међугрупна анксиозност је социјални феномен који описује двосмислена осећања несигурности или анксиозности у интеракцији са члановима ван групе. Феномен који је откривен од стране Walter-а и Cookie Stephan-а 1985. године, садржи такве емоције међугрупне анксиозности у којој једна особа слабо учествује у интеракцији са члановима ван групе. Иако постоје очекивања да интеракције са члановима ван групе може довести до непријатног искуства, верује се да она може да проузрокује и међугрупну анксиозност, праћену узнемиреношћу и несигурношћу појединца повезану са бројних проблемима. Међутим, утврђено је да методе смањивања међугрупне анксиозности могу допринети смањењу стреса остваривањем позитивних међугрупних контакта.

## Узроци
Теоријски узроци о међугрупној анксиозности засноване су на осећању да интеракција доводи до негативних последица, и могу бити груписане као: Негативне процене ван групе — због тога што желе да се поистовете и да покажу одговарајуће понашање које се поклапа са социјалним нормама групе, или због могућности да буду одбачени или увређени од стране чланова ван групе.
Негативне процене унутар гурупе — нпр. када због могућности да ће бити одбачени из своје сопствене групе њени чланови се повезују са члановима ван групе.
Негативни психолошки исход — као што су осећај непријатности или постојање предрасуда
Негативна понашања — које проузрокују да чланови ван групе представљају потенцијалну опасност и претњу како за себе тако и за друге чланове унутар групе. Претпоставља се да количина анксиозности у том случају варира и зависи од различитих личних фактора. Првенствено негативни односи између група наговештавају већу међугрупну анксиозност, тако да и сопствено искуство са појединцима ван групе може утицати на појаву анксиозности у интеракцији са неким другим члановима те групе (често се истичу ако су негативни). Негативне процене ван групе погрешно произилазе из личних интеракција због генерализације међуљудских контакта унутар групе.
Следећи недостатак позитивног контакта који доприноси негативним очекивањима предстојећих контакта унутар групе, може довести до анксиозности, повећања непријатељства, и жеље да се избегне контакт.
Други фактор предодређује међугрупну анксиозност као јачи ниво идентификације са неким унутар групе. Овај етноцентризам доводи до тога да чланови унутар групе гледају „са висине” на чланове ван групе, поготово на негативне интеракције. Неуравнотеженост моћи у специфичним ситуацијама може такође повећати анксиозност.
Повезивање међугрупне анксиозности и резултујућег међугрупног непријатељства је вероватно, као индивидуално типично искуство, антипатије на стимулусе који могу пробудити негативне емоције.

## Последице
Да аје мђугрупна анксиозност јако важна потвршују различита истраживања њене импликације. Просечна корелација r=46% између међугрупне анксиозности и предрасуда, указује на значајан однос између њих. Штавише, утврђено је да међугрупна анксиозност одговара смањеним фреквенцијама интеракција ван групе, нижем нивоу контакта са члановима ван групе, коришћењу негативних стереотипова чланова ван групе, као и негативном међугрупном контакту.
Због тога што чланови унутар групе доживљавају анксиозност, они избегавају контакт са члановим ван групе, јер се ослањају на стереотипе у процени својих неколико интеракција, сматрајући да је цела спољашња група хомогена.
Анксиозност често могу изазвати чланови унутар групе и тако што не подносе чланове ван групе, јер сматрају да су интеракције са њима негативније него што су пре биле. Оваква перцепција може довести до дискриминације, непријатељства, и може наставити да шири анксиозност у ситуацијама контакта ван групе.
Анксиозност узрокује нагле промене понашања у многим разговорима унутар групе, и често доводи до претерано агресивног понашања. Међутим, анксиозност може да се манифестује и на супротан начин — јер анксиозност чланова унутар групе може да делује превише пријатељски у покушају да се избегну неучтивост или предрасуде. Такво непримерено понашање може довести до тога да припадници ван и унутар групе осећају неповерење, што изазива негативне интеракције. Овај феномен није ограничен само на припаднике већинске заједнице; међугрупну анксиозност такође осећају и мањинске групе у интеракцији са већином. Нпр. ставови Афро-Американаца, Латино-Американаца и Азијских Американаца према Белим Американцима укључују међугупну анксиозност.Овај тренд се огледа и у оцени чланова националних група од једног до другог, са вишим нивоима међугрупне анксиозности што доводи до више негативних оцена.
Друга значајна карактеристика међугрупне анксиозности је њена самојачајућа природа. Она промовише понашања која јој омогућавају да буде стално присутна. Овај феномен мотивише чланове унутар групе да избегавају контакт са члановима ван групе, или да га барем учине што је могуће краћим. Анксиозност маоже да узрокује и контакт, који може бити поремећен због недостатка пуне пажње. Додатно, иницијална понашања ван групе неће довести до позитивних интеракција код анксиозних чланова у групи.
Чињеница је и да ове интеракције, инициране од стране групе са инспиративном анксиозношћу, доводе до тога да их чланови унутар групе доживљавају као превише негативне. Ови фактори могу одузети могућност да постоји позитивно искуство са члановима ван групе. Та позитивна искуства су кључна за превазилажење негативних очекивања и стереотипа.
Присуство анксиозности може играти веома важну улогу у погоршавању тензије између група. Када би члан ван групе могао рећи да члан унутар групе доживљава анксиозност, контакт би постао чвршћи, што би се сматрало повољним за обе групе. Овај закључак ће бити обесхрабрујући ако се успостави контакт између анксиозних, али друга студија показује да можда тај контакт неће имати те последице. Чланови унутар групе имају тенденцију да буду знатно бољи од чланова ван групе у откривању анксиозности других чланова у групи, што указује на то да анксиозност треба гледати и са позитивније стране, као и да је негативна перцепција интеракције чисто индивидуална и да се може превазићи.

## Смањење анксиозности
Главна идеја на којој се заснивало истраживање међугрупне анксиозности била је да се утврди како међугрупни контакт може довести до смањења међугрупне анксиозности. Већина методолошких истраживања се не ослања на спајање група већ, уместо тога, на изградњу замишљеног контакта са другом групом.
Замишљене вежбе нису само доказ о будућем понашању, већ и циљ да се постигне смањење међугрупне анксиозности без контакта са другима. Ово истраживање помаже чак и када анализе учесника показују нарочито велику анксиозност, или идеолошку нетолеранцију на људе из неке друге групе.
Теорија о међугрупном контакту представља основу за истраживање смањења међугрупне анксиозности. Хипотеза ове теорије је да ће групе које испуњавају четири услова успети у смањењу међугрупног контакта међу својим члановима. Да би се то постигло:
- групе морају имати једнак статус,
- морају радити на заједничким циљевима,
- морају имати искуства у међугрупној сарадњи,
- морају имати подршку власти, закона или обичаја.[7]

Потом су други истраживачи открили више фактора који предвиђају смањење међугрупне анксиозности, у којима су се интеракције, укључујући могућност пријатељства, показале ефикаснијим, нарочито у условима када је потенцијал међусобног самооткривања појачан.
Ситуације које олакшавају копирање заједничког идентитета унутар групе су такође често коришћене да се смањи међугрупна анксиозност. Оне су често праћене од стране додатног корисног развоја емпатије између група.
Активност или машта су форме која укључује сарадњу између чланова, јер могу смањити напетост. Међутим од кључног је значаја да се ове вежбе одвијају у друштву које подржава миран и успешан међугрупни контакт.